# 長野静
長野 静（ながの しずか、1986年6月19日 - ）は、愛媛県出身のタレント。かつてセント・フォースに所属していた。

## 来歴・人物
テレビで見る皆藤愛子や小林麻央(2017年没)らの活躍に触発され、2009年にセント・フォースとオーディション情報誌『デ☆ビュー』が合同実施するオーディション『セント・フォース2009アナウンサー発掘プロジェクト』に自ら応募。同年7月約1000人の中からグランプリに選ばれる。
- セント・フォースの旧スプラウト部門の分社化に伴い、2012年3月に株式会社スプラウト所属[2]となるが、2013年7月にセント・フォースに「復帰」。
- 2014年6月いっぱいでセント・フォースを離れる。さらには同年7月末までにレギュラー番組を降板し、ブログを閉鎖。
- 特技：ピアノ

## 出演

### TV
- REDS TV GGR（2010年1月15日 - 2011年12月23日、テレ玉） - 11代目アシスタント
- Ole!アルディージャ（2010年7月30日、テレ玉）
- ごごたま（2010年10月1日、テレ玉）
- 方言彼女。（2010年11・12月、テレ玉）
- テレビスポーツ教室（NHK Eテレ） - アシスタント
  - 『レスリング』（2012年4月22日）
  - 『ウエイトリフティング』（2012年6月24日）
  - 『バレーボール』（2012年10月14日・12月2日）

### ラジオ
- 木下ちゃんねる～投資脳のつくり方（2012年10月1日 - 2013年3月25日、ラジオNIKKEI第1放送） - アシスタント
- 朝イチマーケットスクエア 「アサザイ」（2013年4月3日 - 2014年6月25日、ラジオNIKKEI第1放送） - アシスタント
- FX三姉妹（2013年10月30日、ラジオNIKKEI第1放送）

### CM
- スズキ・スペーシアギア（2019年4月28日 - ) - 妻役